# Météorite astéroïdale
Une météorite astéroïdale est une météorite provenant d'un astéroïde. La plupart des météorites étant astéroïdales, le terme n'est employé que pour préciser qu'une météorite ne provient pas d'une planète (Mars, éventuellement Vénus ou Mercure), d'un satellite (la Lune, notamment) ou d'une comète. Les éventuelles météorites provenant d'une planète naine (Cérès, notamment) seraient aussi qualifiées d'astéroïdales.

## Corps parents
La recherche des astéroïdes dont proviennent les météorites — leurs corps parents — suit deux approches complémentaires :
- la composition chimique (notamment les rapports de concentration de très nombreux éléments-traces) et isotopique (notamment de l'oxygène) de deux météorites permet de dire qu'il est impossible ou au contraire plausible qu'elles proviennent d'un même astéroïde ou d'une même famille ;
- la comparaison des spectres de réflexion d'une section de météorite et de la surface d'un astéroïde permet de dire s'il est plausible ou non qu'elles aient la même composition chimique et minéralogique.

### Nombre
La première approche a permis de montrer que les météorites connues proviennent de 95 à 148 corps parents différents. Ce faible nombre, comparé aux plus de 100 000 astéroïdes de diamètre supérieur à 2 km observés dans la ceinture principale, peut être dû à plusieurs raisons :
- les météorites peuvent provenir préférentiellement des quelque 120 familles d'astéroïdes identifiées à ce jour ;
- les météoroïdes faiblement consolidés peuvent être absents des collections de météorites parce qu'ils ont été réduits en poussières lors de leur traversée de l'atmosphère terrestre ;
- les météorites peuvent pour d'autres raisons constituer un échantillonnage non représentatif de la ceinture principale ;
- la ceinture principale peut ne contenir qu'un nombre limité de corps parents primaires, les astéroïdes actuels provenant alors de leur fragmentation ultérieure (collisions cosmiques) ;
- la ceinture principale peut comporter de nombreux corps parents primaires mais trop peu différents pour qu'on sache en distinguer les échantillons arrivés sur Terre.

Le nombre de corps parents différents à l'origine des différentes classes ou super-classes de météorites est indiqué dans le tableau suivant :
| Classe de météorites                        | Nombre de corps parents |
| ------------------------------------------- | ----------------------- |
| Principaux groupes de chondrites            | 15-20                   |
| Chondrites non groupées                     | 11-17                   |
| Principaux groupes d'achondrites primitives | 4-5                     |
| Achondrites primitives non groupées         | 23                      |
| Achondrites différenciées et sidérolithes   | 11-12                   |
| Achondrites basaltiques anormales           | 5-11                    |
| Météorites de fer                           | 26-60                   |
| Total                                       | 95-148                  |

### Correspondances
La seconde approche, qui ne donne pas accès à la composition en éléments-traces ni à la composition isotopique, ne permet pas une identification précise des corps parents — sauf dans quelque cas, notamment la correspondance entre les météorites HED et les vestoïdes —, mais une correspondance entre un groupe de météorites et un type d'astéroïdes.
La comparaison en 2022 des spectres de réflexion — dans la gamme de longueurs d'onde 0,45–2,5 µm — de 500 astéroïdes et de plus de 1 000 météorites confirme les correspondances déjà reconnues et en établit de nouvelles. Les spectres de 457 de ces astéroïdes coïncident — après un certain nombre de corrections systématiques — avec ceux d'au moins une météorite. Les correspondances sont résumées dans le tableau suivant :
| Classes de météorites  | Classes de météorites | Groupes de météorites      | Groupes de météorites | Groupes de météorites        | Correspondances | Correspondances | Correspondances                                                                      |
| Classe                 | % chutes              | Groupe                     | % chutes              | Exemples                     | Nombre          | %               | Types d'astéroïdes (% correspondances)                                               |
| ---------------------- | --------------------- | -------------------------- | --------------------- | ---------------------------- | --------------- | --------------- | ------------------------------------------------------------------------------------ |
| Chondrites ordinaires  | 80                    | H                          | 34                    | Ochansk, Pantar, Forest City | 81              | 46,1            | Sr (34,6), S (32,1), Sq (16,0), Sv (12,3), Q (3,7), L (1,2)                          |
| Chondrites ordinaires  | 80                    | L                          | 37                    | Vouille, Bald Mountain       | 92              | 38              | S (29,3), Sr (25,0), Q (25,0), Sq (17,4), L (3,3)                                    |
| Chondrites ordinaires  | 80                    | LL                         | 8                     | Chelyabinsk, Jelica, Bandong | 93              | 69,6            | Q (33,3), S (28,0), Sq (22,6), Sr (15,1), A (1,1)                                    |
| Chondrites carbonées   | 4,40                  | CI                         | 0,5                   | Orgueil, Ivuna               | 5               | 44,4            | D (40,0), Cb (20,0), B (20,0), C (20,0)                                              |
| Chondrites carbonées   | 4,40                  | CK                         | 0,2                   | LEW87009                     | 1               | 5,9             | A (100,0)                                                                            |
| Chondrites carbonées   | 4,40                  | CM                         | 1,5                   | Migei, Murchison             | 52              | 46,1            | Ch (55,8), C (23,1), Xk (5,8), D (3,8), L (3,8), K (1,9), Xc (1,9), B (1,9), X (1,9) |
| Chondrites carbonées   | 4,40                  | CO                         | 0,6                   | Lance                        | 4               | 12,9            | L (50,0), K (50,0)                                                                   |
| Chondrites carbonées   | 4,40                  | CR                         | 0,2                   | Al Rais, Renazzo             | 8               | 27,8            | X (37,5), Xc (25,0), K (25,0), L (12,5)                                              |
| Chondrites carbonées   | 4,40                  | CV                         | 0,7                   | Allende, Grosnaja, Mokoia    | 17              | 36,4            | K (76,5), Xc (5,9), X (5,9), L (5,9), B (5,9)                                        |
| Chondrites carbonées   | 4,40                  | TL                         | 0,0                   | Tagish Lake                  | 8               | 33,3            | X (37,5), D (37,5), Xk (25,0)                                                        |
| Chondrites R           | 0,10                  | R                          | 0,1                   | Rumuruti                     | 4               | 37,5            | A (50,0), S (25,0), K (25,0)                                                         |
| Chondrites à enstatite | 1,60                  | EL                         | 0,8                   | Pillistfer                   | 1               | 20,0            | Xc (100,0)                                                                           |
| Chondrites à enstatite | 1,60                  | EH                         | 0,8                   | Abee                         | 2               | 28,6            | Xk (50,0), Xc (50,0)                                                                 |
| Météorites de fer      | 4,60                  | −                          | 4,60                  | Odessa, Casey County         | 5               | 26,3            | D (80,0), X (20,0)                                                                   |
| Sidérolithes           | 1,10                  | Pallasites                 | 0,4                   | Esquel (en)                  | 0               | 0,0             | –                                                                                    |
| Sidérolithes           | 1,10                  | Mésosidérites              | 0,7                   | Pinnaroo                     | 1               | 25,0            | V (100,0)                                                                            |
| Achondrites            | 8,00                  | Acapulcoïtes et lodranites | 0,2                   | Acapulco, Lodran             | 5               | 27,8            | V (100,0)                                                                            |
| Achondrites            | 8,00                  | Aubrites                   | 0,9                   | Mayo Belwa                   | 5               | 35,7            | Xc (60,0), Xe (20,0), L (20,0)                                                       |
| Achondrites            | 8,00                  | Brachinites                | 0,0                   | Eagles Nest, Brachina        | 4               | 36,4            | A (100,0)                                                                            |
| Achondrites            | 8,00                  | Howardites                 | 1,6                   | Le Teilleul, Petersburg      | 43              | 55,8            | V (97,7), Sv (2,3)                                                                   |
| Achondrites            | 8,00                  | Eucrites                   | 3,4                   | Pasamonte                    | 45              | 43,8            | V (93,3), Sv (6,7)                                                                   |
| Achondrites            | 8,00                  | Diogénites                 | 1,2                   | Johnstown                    | 3               | 9,7             | V (66,7), A (33,3)                                                                   |
| Achondrites            | 8,00                  | Uréilites                  | 0,6                   | DaG319                       | 1               | 4,8             | L (100,0)                                                                            |
| Achondrites            | 8,00                  | Almahata Sitta             | 0,0                   | Almahata Sitta               | 7               | 28,6            | Sq (28,6), A (28,6), Q (28,6), Sr (14,3)                                             |

Les correspondances entre types d'astéroïdes et types de météorites sont assez bien marquées mais pas univoques, des astéroïdes différents mais d'un même type pouvant correspondre à des météorites de types différents, et réciproquement. Par ailleurs, certaines chondrites non groupées n'ont pu être associées à aucun type d'astéroïde connu, ce qui montre qu'il reste sans doute à découvrir de nouveaux types d'astéroïdes.